# Jan Spousta
Jan Spousta (* 12. července 1966) je český sociolog, křesťanský publicista, aktivista a překladatel.

## Život a činnost
Vystudoval matematické inženýrství na FJFI ČVUT (1991) a sociologii na Fakultě sociálních věd Univerzity Karlovy (1998), v 80. letech studoval neoficiálně teologii pod vedením tajného biskupa Jana Konzala.
Pracoval jako redaktor nakladatelství Vyšehrad, poté byl vedoucím konzultačního a analytického oddělení agentury SC & C, nyní pracuje jako bankovní analytik (do roku 2017 v České spořitelně, pak v Moneta Money Bank). Přednáší sociologii náboženství na Evangelické teologické fakultě Univerzity Karlovy.
Přispívá do mnoha periodik zejména články a překlady článků na témata sociologie a dnešního křesťanství. Přeložil z angličtiny a němčiny do češtiny nejméně 14 knih týkajících se převážně křesťanství a religionistiky.
Od roku 1996 byl třetím šéfredaktorem časopisu Getsemany, který původně vznikl v roce 1990 jako interní tiskovina pražské obce tzv. mlčící (podzemní) církve, skupiny v katolické církvi zformované v době komunistického režimu. Dlouhodobě je členem redakční rady časopisu Souvislosti – Revue pro literaturu a kulturu, do kterého sám přispíval například překlady textů Bernharda Häringa a Eugena Drewermanna. Je členem redakční rady českého vydání Sociologického časopisu, vydávaného Sociologickým ústavem AV ČR.
Byl po Ivanu Štampachovi druhým mluvčím iniciativy Kairos 98, výzvy intelektuálů ke kritické diskusi o stavu katolické církve, usilující o větší otevřenost a modernost církve. Za tuto iniciativu spolupodepsal v roce 2000 Reakci na Prohlášení o „tajné církvi“, vyjadřující se kriticky k dokumentu vatikánské Kongregace pro nauku víry, kterou tehdy vedl kardinál Joseph Ratzinger; další veřejná prohlášení za působení Jana Spousty v roli mluvčího Kairos 98 již nevydal.
Jan Spousta kritizuje anachroničnost struktur katolické církve a klade důraz na to, že zločiny umožněné činností církve nejsou jen selháním jednotlivců, ale jsou i důsledkem celkově špatné konstrukce církevních a společenských vztahů, umožňující podobné hrozné činy.
V letech 2009, 2010 a 2011 se za generálního partnera – Českou spořitelnu – podílel jako člen či předseda řídicího výboru na sponzorované akci Ceny za rozvoj české Wikipedie. V polovině roku 2011 se na několik let stal radním ve sdružení Wikimedia ČR.
Je ženatý a se svou ženou Jarmilou má dvě děti; Jana a Magdalenu.[zdroj?] Žijí v Hostivici.[zdroj?]